# Gorum
Le gorum (ou parenga) est une langue munda, parlée par des Aborigènes essentiellement dans le district de Koraput, dans l'État de l'Orissa.

La langue n'est plus parlée que par 6 700 des 12 000 Gorums ethniques. Elle est supplantée par une forme tribale de l'oriya.

## Phonologie
Les tableaux présentent les phonèmes vocaliques et consonantiques du gorum.

### Voyelles
|         | Antérieure | Centrale | Postérieure |
| ------- | ---------- | -------- | ----------- |
| Fermée  | i [i]      |          | u [u]       |
| Moyenne | e [e]      | ə [ə]    | o [o]       |
| Ouverte |            | a [a]    |             |

### Consonnes
|               |               | Bilabiales | Alvéolaires | Alvéolaires | Alvéolaires | Rétrofl. | Vélaires | Glottales |
| ------------- | ------------- | ---------- | ----------- | ----------- | ----------- | -------- | -------- | --------- |
| Centrales     | Latérales     | Bilabiales | Palatales   |             |             | Rétrofl. | Vélaires | Glottales |
| Occlusives    | Sourdes       | p [p]      | t [t]       |             |             | ṭ [ʈ ]   | k [k]    | ʔ [ʔ]     |
| Occlusives    | Sonores       | b [b]      | d [d]       |             |             | ḍ [ɖ ]   | g [ɡ]    |           |
| Affriquées    | Sourdes       |            |             |             | c [ t͡ʃ ]    |          |          |           |
| Affriquées    | Sonores       |            |             |             | j [ d͡ʒ]     |          |          |           |
| Fricatives    | Fricatives    |            | s [s]       |             |             |          |          | h [h]     |
| Nasales       | Nasales       | m [m]      | n [n]       |             | ñ [ ɲ]      | ṇ [ɳ]    | ṅ [ŋ]    |           |
| Liquides      | Liquides      |            |             | l [l]       |             |          |          |           |
| Roulées       | Roulées       |            | r [r]       |             |             | ṛ [ɽ]    |          |           |
| Semi-voyelles | Semi-voyelles | w [w]      |             |             | y [ j]      |          |          |           |

## Sources
- Mahapatra, Kumai Sasmita, 1994, Parenga, Tribal Language Study Series, Volume XVI, Bhubaneswar, Academy of Tribal Dialects and Culture, Harijan and Tribal Welfare Department, Government of Orissa. (en oriya).